# Aviva Mongillo

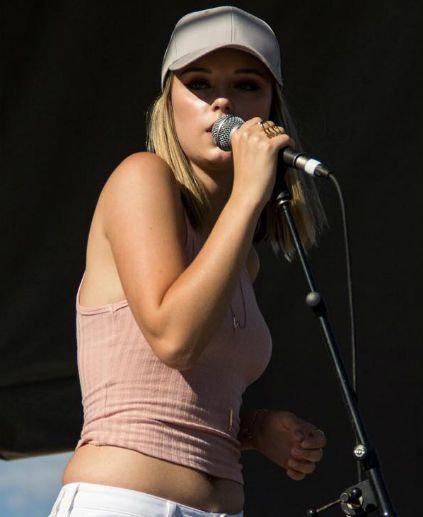
Aviva Mongillo, 2021

Aviva Chiara „Carys“ Mongillo (* 6. Februar 1998 in Markham, Regional Municipality of York, Ontario) ist eine kanadische Schauspielerin und Sängerin.

## Leben
Mongillo hat einen jüngeren Bruder. Sie besuchte ab ihren siebten Lebensjahr Schauspielklassen. Später kamen die Fächer Gesangs- und Gitarrenunterricht dazu. 2016 begann sie mit ihrer Schauspiellaufbahn. Sie wirkte von 2016 bis 2017 in insgesamt 60 Episoden der Fernsehserie Backstage in der Rolle der Alya Kendrick mit. Seit 2018 hat sie eine Rolle in der Sitcom Workin’ Moms inne. 2019 übernahm sie eine Nebenrolle in dem Spielfilm Long Shot – Unwahrscheinlich, aber nicht unmöglich.
Im Juni 2016 veröffentlichte sie ihre erste Single Hype inklusive Musikvideo. Am 15. September 2017 erschien die EP Songs About Boys. Seit 2019 tritt sie als Sängerin unter dem Pseudonym Carys in Erscheinung und veröffentlichte unter diesem Namen die Single Bad Boy am 26. Juli 2019. 2020 erschien eine weitere EP, To Anyone Like Me, zuvor wurden noch zwei weitere Singles veröffentlicht.

## Filmografie
- 2016: Family Channel: Halloween Gum Ball Machine (Kurzfilm)
- 2016–2017: Backstage (Fernsehserie, 60 Episoden)
- 2017: Don’t Talk to Irene
- 2018–2023: Workin’ Moms (Fernsehserie)
- 2019: Long Shot – Unwahrscheinlich, aber nicht unmöglich (Long Shot)
- 2019: Random Acts of Violence
- 2020: Glass Houses (Fernsehfilm)
- 2020: Retrograde (Kurzfilm)
- 2022: 1Up

## Diskografie
EPs
- 2017: Songs About Boys (Erstveröffentlichung: 15. September 2017, Label: Cardinal Point Music)
- 2020: To Anyone Like Me (Erstveröffentlichung: 2. Oktober 2020, Label: Warner Music Canada)

Singles
- 2016: Hype (Erstveröffentlichung: 3. Juni 2016, Label: Cardinal Point Music)
- 2019: Some Of You (Erstveröffentlichung: 27. September 2019, Label: Acm Artist Holdings Inc)
- 2019: Bad Boy (Erstveröffentlichung: 26. Juli 2019, Label: Acm Artist Holdings Inc)
- 2019: Princesses Don’t Cry (Erstveröffentlichung: 18. Oktober 2019, Label: Cardinal Point Music)
- 2020: No More (Label: Acm Artist Holdings Inc)
- 2020: Crush (Label: Acm Artist Holdings Inc)